# Stylatula elongata
Stylatula elongata (Gabb, 1862) è un ottocorallo pennatulaceo della famiglia Virgulariidae.